# Los Naranjos 2.ª Sección
Los Naranjos 2.ª Sección es una localidad del municipio de Huimanguillo ubicado en la subregión de La Chontalpa del estado mexicano de Tabasco.

## Geografía
La localidad de Los Naranjos 2.ª Sección se sitúa en las coordenadas geográficas 17°52′34″N 93°23′00″O / 17.876111, -93.383333, a una elevación de 21 metros sobre el nivel del mar.

## Demografía
Según el Conteo de Población y Vivienda 2020, efectuado por el Instituto Nacional de Estadística y Geografía, la localidad de Los Naranjos 2.ª Sección tiene 672 habitantes, de los cuales 342 son del sexo masculino y 330 del sexo femenino. Su tasa de fecundidad es de 2.42 hijos por mujer y tiene 170 viviendas particulares habitadas.
| Gráfica de evolución demográfica de Los Naranjos 2.ª Sección entre 1970 y 2020 |
|                                                                                |
| INEGI.                                                                         |